# MIT Technology Review
A MIT Technology Review é uma revista do Instituto de Tecnologia de Massachusetts e editorialmente independente da universidade. Foi fundada em 1899 como The Technology Review, e foi relançada sem o "The" em seu nome em 23 de abril de 1998.
Antes do relançamento de 1998, o editor declarou que "nada restaria da antiga revista, exceto o nome". Era, portanto, necessário distinguir entre a Technology Review moderna e a histórica. A revista histórica era publicada pela Associação de Antigos Alunos do MIT, estava mais alinhada com os interesses dos ex-alunos do MIT  (MIT Alumni Association) e tinha um tom mais intelectual e circulação pública muito menor. A revista, publicada de 1998 a 2005 como "Revista de Inovação do MIT" (MIT's Magazine of Innovation), e de 2005 em diante como simplesmente "publicada pelo MIT", foca em novas tecnologias e como elas são comercializadas; é vendido ao público e direcionada a executivos seniores, pesquisadores, financiadores e formuladores de políticas, assim como a ex-alunos do MIT.
Em 2011, a Technology Review recebeu um prêmio da Utne Reader Independent Press por melhor cobertura de ciência / tecnologia.

## História

### Revista original: 1899–1998
A Technology Review foi fundada em 1899 sob o nome "The Technology Review" e relançada em 1998 sem "The" em seu nome original. Atualmente, ela afirma ser "a revista de tecnologia mais antiga do mundo".
Em 1984, a Technology Review publicou um artigo sobre um cientista russo usando óvulos de mamutes congelados para criar um híbrido de mamute-elefante chamado "mammontelephas".. Além de datado de 1 de abril de 1984, não havia brindes óbvios na história. O Chicago Tribune News Service o pegou como um item de notícias real e foi impresso como fato em centenas de jornais.
A brincadeira foi presumivelmente esquecida em 1994, quando uma pesquisa com "líderes de opinião" classificou a Technology Review  Nº 1 no país na categoria "mais credível".
Os colaboradores da revista também incluíram Thomas A. Edison, Winston Churchill e Tim Berners-Lee.

### Relançamento: 1998-2005
Uma transição radical da revista ocorreu em 1996. Naquela época, de acordo com o Boston Business Journal, em 1996, a Technology Review havia perdido US $ 1,6 milhão nos últimos sete anos e estava "enfrentando a possibilidade de desistir" devido a "anos de queda na receita publicitária".
O colunista do Boston Globe David Warsh  descreveu a transição dizendo que a revista vinha exibindo "antigas visões de coisas dos anos 1960: humanista, populista, ruminante, suspeita das dimensões invisíveis das novas tecnologias" e agora fora substituída por uma que "leva a inovação a sério e com entusiasmo." O ex-editor Marcus caracterizou a nova postura da revista como "torcendo (cheerleading) pela inovação".
Sob Bruce Journey, a Technology Review se autodenominou "Revista de Inovação do MIT" (MIT's Magazine of Innovation). Desde 2001, é publicado pela Technology Review Inc., uma empresa de mídia independente e sem fins lucrativos, de propriedade do MIT.
A revista ganhou inúmeros  prêmios Folio!, apresentados na feira anual de publicação de revistas, realizada pela  revista Folio! . Em 2001, a revista ganhou o prêmio "Silver Folio: Editorial Excellence Award" na categoria de revista de ciência e tecnologia do consumidor e muitos prêmios por tipografia e design. Em 2006, a Technology Review foi nomeada finalista na categoria "excelência geral" do National Magazine Awards anual, patrocinado pela Sociedade Americana de Editores de Revistas.

### Revista moderna: 2005-presente
Em 30 de agosto de 2005, a Technology Review anunciou que R. Bruce Journey, editor de 1996 a 2005, seria substituído por Jason Pontin, que reduziria a frequência de publicações impressas de onze para seis edições por ano, ao memos tempo que o site era melhorado. Pontin assumiu, e o Boston Globe caracterizou a mudança como uma "revisão estratégica". O editor e editor Jason Pontin disse que as histórias da Technology Review, impressas e on-line, identificariam e analisariam tecnologias emergentes. Esse foco se assemelha ao da histórica Technology Review. Pontin convenceu os editores de cópias a adotar a marca de diérese para palavras como "coördinate", uma raridade no uso nativo do inglês, embora não os convencesse a usar pontuação lógica .

## Listas Anuais
A cada ano, a MIT Technology Review publica três listas anuais:
- Inovadores com menos de 35 anos (anteriormente TR35)
- 10 Tecnologias inovadoras
- 50 Empresas Mais Inteligentes

### Inovadores com menos de 35 anos
Em 1999 e, em seguida, em 2002-2004, a MIT Technology Review produziu o TR100, uma lista de "100 inovadores notáveis com menos de 35 anos". Em 2005, essa lista foi renomeada para TR35 e reduzida para 35 indivíduos com menos de 35 anos. Destinatários notáveis do prêmio incluem os co-fundadores do Google Larry Page e Sergey Brin, o  co-fundador  do PayPal Max Levchin, o criador do Geekcorps Ethan Zuckerman, o desenvolvedor do Linux Linus Torvalds, o desenvovledor do BitTorrent Bram Cohen, bioengenheiro Jim Collins, e Marc Andreessen, co-fundador da Netscape. A lista foi renomeada para Innovators Under 35 em 2013.